# Coletta Rydzek
Coletta Rydzek (* 6. Juni 1997 in Oberstdorf) ist eine deutsche Skilangläuferin.

## Werdegang
Rydzek, die für den SC Oberstdorf startet und seit August 2016 Mitglied des Zoll-Ski-Teams ist, nahm von 2012 bis 2017 an U18 und U20-Rennen im Alpencup teil und belegte dabei in der Saison 2015/16 den siebten Platz und in der Saison 2016/17 den vierten Platz in der U20-Gesamtwertung. Bei den Nordischen Junioren-Skiweltmeisterschaften 2016 in Râșnov errang sie den 15. Platz im Sprint. Im folgenden Jahr gewann sie bei den Nordischen Junioren-Skiweltmeisterschaften in Soldier Hollow die Bronzemedaille im Sprint. Zudem wurde sie dort Sechste mit der Staffel. Im Dezember 2018 startete sie in Valdidentro, erstmals im Alpencup und belegte dabei den 33. Platz im Sprint. Ihr Debüt im Weltcup hatte sie im März 2019 in Drammen, welches sie auf dem 45. Platz im Sprint beendete. Im selben Monat wurde sie in Reit im Winkl zusammen mit Celine Mayer und Laura Gimmler deutsche Meisterin in der Staffel von SC Oberstdorf. In der Saison 2019/20 holte sie im Sprint in St. Ulrich am Pillersee ihren ersten Sieg im Alpencup und mit dem 15. Platz im Sprint in Dresden ihre ersten Weltcuppunkte. In der folgenden Saison errang sie in Pokljuka den dritten Platz über 10 km klassisch und den ersten Platz im Sprint und erreichte damit den dritten Platz in der Gesamtwertung des Alpencups.
In der Saison 2021/22 errang Rydzek den 39. Platz im Gesamtweltcup und bei den Olympischen Winterspielen 2022 in Peking den 37. Platz im Sprint. Anfang April 2022 wurde sie deutsche Meisterin mit der Staffel.
Ihr Bruder Johannes ist in der Nordischen Kombination aktiv.

## Erfolge

### Siege bei Weltcuprennen

#### Weltcupsiege im Einzel
| Nr. | Datum         | Ort   | Disziplin              |
| --- | ------------- | ----- | ---------------------- |
| 1.  | 21. März 2025 | Lahti | 1,5 km Sprint Freistil |

#### Weltcupsiege im Team
| Nr. | Datum         | Ort   | Disziplin                        |
| --- | ------------- | ----- | -------------------------------- |
| 1.  | 22. März 2025 | Lahti | 6 × 1,5 km Teamsprint Freistil 1 |

### Siege bei Continental-Cup-Rennen
| Nr. | Datum             | Ort                     | Disziplin        | Serie    |
| --- | ----------------- | ----------------------- | ---------------- | -------- |
| 1.  | 19. Dezember 2019 | St. Ulrich am Pillersee | Sprint Freistil  | Alpencup |
| 2.  | 12. März 2021     | Pokljuka                | Sprint Freistil  | Alpencup |
| 3.  | 7. Januar 2023    | Oberstdorf              | Sprint klassisch | Alpencup |

## Teilnahmen an Weltmeisterschaften und Olympischen Winterspielen

### Olympische Spiele
- 2022 Peking: 37. Platz Sprint Freistil

### Nordische Skiweltmeisterschaften
- 2023 Planica: 14. Platz Sprint klassisch
- 2025 Trondheim: 8. Platz Sprint Freistil

## Statistik

### Weltcup-Platzierungen
Die Tabelle zeigt die erreichten Platzierungen im Einzelnen.
- 1.–3. Platz: Anzahl der Podiumsplatzierungen
- Top 10: Anzahl der Platzierungen unter den ersten zehn
- Punkteränge: Anzahl der Platzierungen innerhalb der Punkteränge
- Starts: Anzahl gelaufener Rennen in der jeweiligen Disziplin
- Hinweis: Bei den Distanzrennen erfolgt die Einordnung gemäß FIS.

| Platzierung               | Distanzrennen a | Distanzrennen a | Distanzrennen a | Distanzrennen a | Distanzrennen a | Skiathlon Verfolgung | Sprint | Etappen- rennen b | Gesamt | Team   | Team    |
| Platzierung               | ≤ 5 km          | ≤ 10 km         | ≤ 15 km         | ≤ 30 km         | > 30 km         | Skiathlon Verfolgung | Sprint | Etappen- rennen b | Gesamt | Sprint | Staffel |
| ------------------------- | --------------- | --------------- | --------------- | --------------- | --------------- | -------------------- | ------ | ----------------- | ------ | ------ | ------- |
| 1. Platz                  |                 |                 |                 |                 |                 |                      | 1      |                   | 1      | 1      |         |
| 2. Platz                  |                 |                 |                 |                 |                 |                      | 1      |                   | 1      |        |         |
| 3. Platz                  |                 |                 |                 |                 |                 |                      |        |                   |        | 2      |         |
| Top 10                    |                 |                 |                 |                 |                 |                      | 18     |                   | 18     | 6      | 4       |
| Punkteränge               |                 | 8               | 5               | 1               |                 | 2                    | 41     |                   | 57     | 8      | 4       |
| Starts                    |                 | 8               | 7               | 1               |                 | 4                    | 46     |                   | 66     | 8      | 6       |
| Stand: Saisonende 2024/25 |                 |                 |                 |                 |                 |                      |        |                   |        |        |         |

### Weltcupwertungen
| Saison  | Gesamt | Gesamt | Distanz | Distanz | Sprint | Sprint |
| Saison  | Punkte | Platz  | Punkte  | Platz   | Punkte | Platz  |
| ------- | ------ | ------ | ------- | ------- | ------ | ------ |
| 2019/20 | 16     | 85.    | -       | -       | 16     | 57.    |
| 2020/21 | 40     | 61.    | -       | -       | 40     | 34.    |
| 2021/22 | 122    | 39.    | 7       | 68.     | 115    | 19.    |
| 2022/23 | 654    | 31.    | 158     | 47.     | 496    | 13.    |
| 2023/24 | 722    | 32.    | 152     | 45.     | 570    | 13.    |
| 2024/25 | 644    | 28.    | 36      | 91.     | 608    | 4.     |